# Acteurs ambulants
Pour plus de détails, voir Fiche technique et Distribution.
Acteurs ambulants (旅役者, Tabi yakusha) est un film japonais réalisé par Mikio Naruse, sorti en 1940.

## Fiche technique
- Titre original : 旅役者 (Tabi yakusha?)
- Titre français : Acteurs ambulants
- Réalisation : Mikio Naruse
- Scénario : Mikio Naruse, d'après une histoire de Mushū Ui
- Photographie : Seiichi Kizuka
- Musique : Fumio Hayasaka
- Société de production : Tōhō
- Pays de production : Japon
- Format : noir et blanc - 1,37:1 - mono
- Genre : comédie
- Durée : 110 minutes
- Date de sortie :
  - Japon : 18 décembre 1940[2]

## Distribution
- Kamatari Fujiwara : Hyōroku Ichikawa
- Kan Yanagiya : Senpei Nakamura
- Minoru Takase : Kikugoro Nakamura
- Sōji Kiyokawa : Shichiemon Ichikawa
- Kō Mihashi : Wakasaya
- Hisako Yamane : la dame du magasin de glaces